# Gunung Gamut
Gunung Gamut är ett berg i Indonesien.   Det ligger i provinsen Aceh, i den västra delen av landet, 1 700 km nordväst om huvudstaden Jakarta. Toppen på Gunung Gamut är 1 913 meter över havet, eller 916 meter över den omgivande terrängen. Bredden vid basen är 8,1 km.
Terrängen runt Gunung Gamut är bergig åt sydväst, men åt nordost är den kuperad.Runt Gunung Gamut är det ganska glesbefolkat, med 23 invånare per kvadratkilometer. Närmaste större samhälle är Reuleuet, 17,9 km norr om Gunung Gamut. I omgivningarna runt Gunung Gamut växer i huvudsak städsegrön lövskog.